# 破產保護
破產保護，又稱破產重組，是法律上解決企業破產的一種方式。當企業或個人資不抵債時，債務人可以申請破產保護，以期在法定的破產保護期內提出一個被所有債權人認可的重組方案。在前述期限內，法律保護債務人免遭債權人申請強制破產清算，故而被稱為「破產保護」。若在前述期限內債務人與債權人就重組方案達成一致，債務人必須按該方案實施債務和資產重組，故而該過程又被稱為「破產重組」。完成破產重組、恢復財務健康後，債務人便「走出破產保護」。有些司法管轄區允許債權人提出破產重組。一般而言，此時法院會委任一個中立的第三方人士託管企業財務，並設法讓債務人和債權人協商出法院認可的重組方案。

## 美国
在美國將之規範於《美國法典》（英語：United States Code）第11編（英語：Title 11）第11章（英語：Chapter 11，因此又稱為「第11章破產保護」（英語：Chapter 11 bankruptcy）。債務人（包括法人和自然人）在申請破產保護後的120天內有權提出融資和重組等方案，使企業尚有機會可以繼續營運，或是尋找有意接手其業務或資產的公司，以避免債權人對企業提出直接破產清算。

## 英国
在英國稱為破產管理。

## 中華人民共和國
中國大陸於2007年6月1日起實施《企業破產法》，其中《第八章・重整》為企業破產重組提供法律依據。

## 香港
香港法律並不認可破產保護程序。企業重組（不論是否瀕臨破產）受法庭認可，但法律並不向重組中的債務人提供任何保護或優待，法庭也不能夠以重組為目的委任臨時清盤人。